# Câble link
Pour les articles homonymes, voir Câble.
Le câble link est un câble de type propriétaire permettant de lier deux ou plusieurs consoles de jeux vidéo portables pour échanger du contenu ou jouer ensemble, sur consoles séparées.
Le terme a été popularisé par la Game Boy, de Nintendo et le succès de jeux tels que Tetris,, joués par consoles interposées.
L'utilisation de ce type de matériel est rendu obsolète par l'avènement des technologies sans fil telles que le Wi-Fi, utilisé par exemple sur PlayStation Portable ou Nintendo DS. Cela permet d'éviter l'encombrement du câble et de communiquer sur une distance plus importante.